# Edgar Rodríguez Carranza
Edgar Alonso Rodríguez Carranza (* 1. Dezember 1982 in San José) ist ein costa-ricanischer Fußballtrainer.

## Karriere
Im März 2017 debütierte er als Trainer bei den Frauen der CODEA Alajuela in der zweiten Liga. Dort gewann er mit dem Team die Clausura 2017 und stieg im Jahr 2018 in die erste Liga auf. Nachdem seine Mannschaft im Jahr 2019 mit der LD Alajuelense kooperierte, führte er seine Mannschaft zuerst ins Finale der Apertura, wo man am Ende gegen Saprissa FF verlor. Sowie ebenfalls ins Clausura, wo man diesmal gewann und abschließend im Saisonfinale auch Saprissa nach Hin- und Rückspiel schlug und somit die Meisterschaft gewann.
Zur Saison 2020 wurde die Kooperation von CODEA mit Alajuelense aufgelöst und diese meldeten fortan eine eigene Mannschaft in der ersten Liga an. Somit ging seine Laufbahn nun als Trainer dieser neuen Mannschaft von LD weiter und konnte dort den Erfolg fortführen. Im Juni 2021 wurde er zu folgenden Clausura 2021 vom Sporting Football Club unter Vertrag genommen. Mit diesen gewann er im Jahr 2022 den nationalen Pokal als auch den Super Copa Anfang 2023. In der Liga war nur die Vizemeisterschaft drin.
Nach dieser Zeit hier wurde er Anfang 2023 Teil des Trainerstabs der costa-ricanischen Frauen A-Nationalmannschaft, mit welcher auch mit bei der Weltmeisterschaft 2023 war.